# Unidos da Piedade
O Grêmio Recreativo Escola de Samba Unidos da Piedade é uma escola de samba brasileira de Vitória, fundada em 15 de janeiro de 1955.

## História

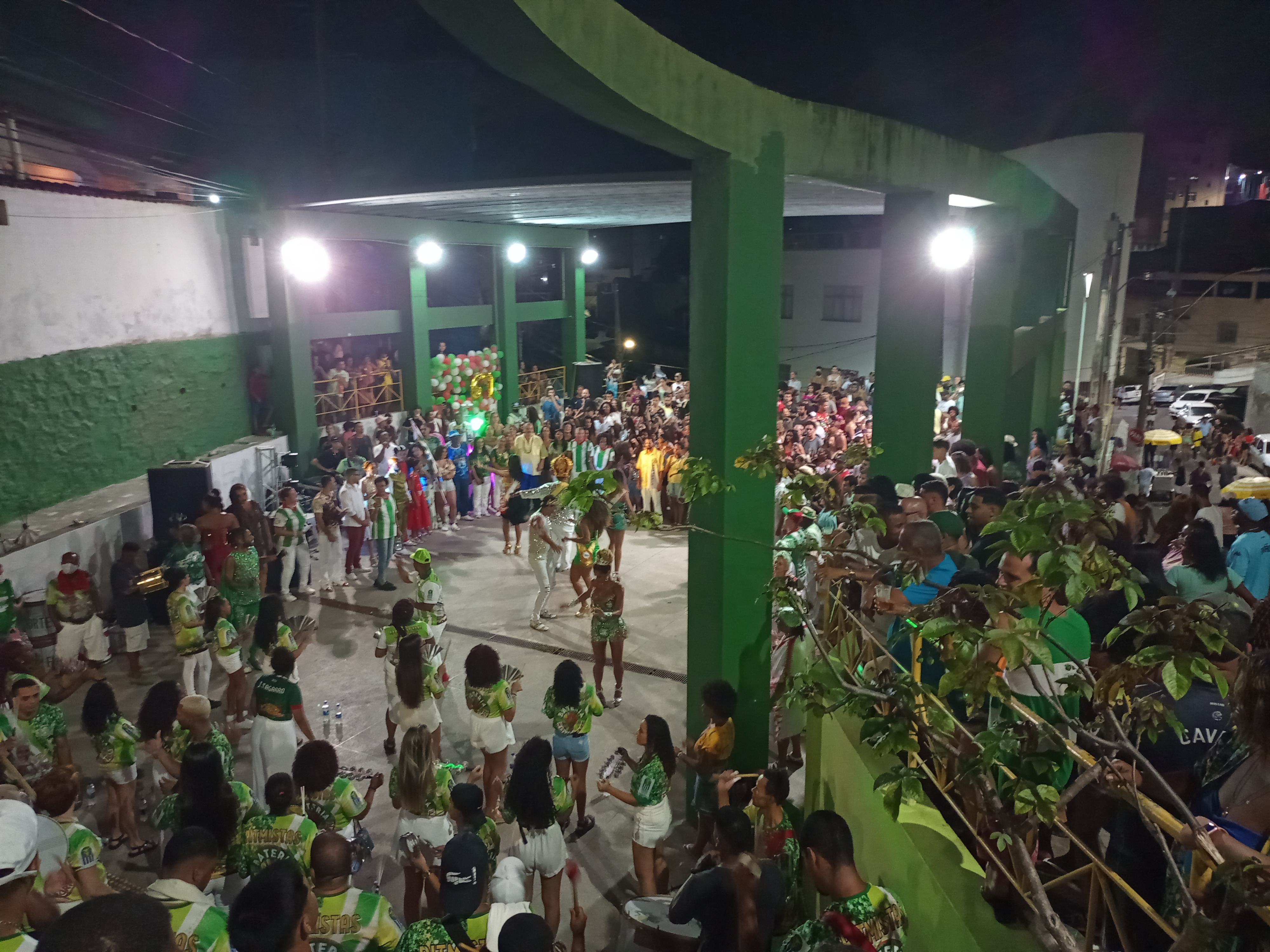
Quadra da Unidos da Piedade no Morro da Fonte Grande

A agremiação é a mais antiga do Carnaval de Vitória. Foi fundada nos bairros da Fonte Grande e Piedade, nas proximidades do Centro de Vitória. Foi 14 vezes campeã do carnaval, mas o qual não vence desde 1986. No ano de 2007 ficou em 4º lugar, no total de 6 agremiações do Segundo grupo capixaba. Em 2008 foi a última colocada do Grupo de Acesso do Carnaval da cidade. Em 2009, quando todas as escolas voltaram a competir em apenas um grupo, a escola se superou conquistando a  4ª colocação. Em 2010 terminou em 8º lugar.
Para 2011, a escola trouxe o carnavalesco Paulo Balbino, conhecido como "Paulo Barros do carnaval capixaba" e teve como enredo: "Senhoras e Senhores, Bom Espetáculo!", terminando na 3ª colocação. 
Homenageou a AFECC no ano de 2012. Em 2013, terminou na 5ª colocação, disputando o Grupo Especial A. 
Entre 2014 e 2019, fez carnavais belíssimos variando entre a 3ª e a 4ª colocações. No entanto, nos últimos anos, tem enfrentado grandes dificuldades, bem como o próprio carnaval capixaba, por conta da pandemia de COVID-19 e outras adversidades.
Em 2023, a agremiação passa por grande renovação de seu quadro de diretores, tentando aliar tradição e modernidade. No desfile, encantou o Sambão do Povo com o enredo "Bino Santo e As Lutas Que Ecoam no Morro" assinado pelo carnavalesco Alex Santiago, mas mesmo assim, ficou apenas em 5º lugar.
Para 2024, "Quilombo Piedade" foi o enredo apresentado na avenida pela agremiação, que cantou sua própria história, religiosidade, cultura e memórias do povo da Fonte Grande. Com um desfile encantador assinado pelo carnavalesco Wagner Gonçalves, e com um samba que "explodiu" na voz de Luiz Felipe e Kleber Simpatia, a agremiação conquistou o 3º lugar no desfile do ano.

## A Descida da Piedade

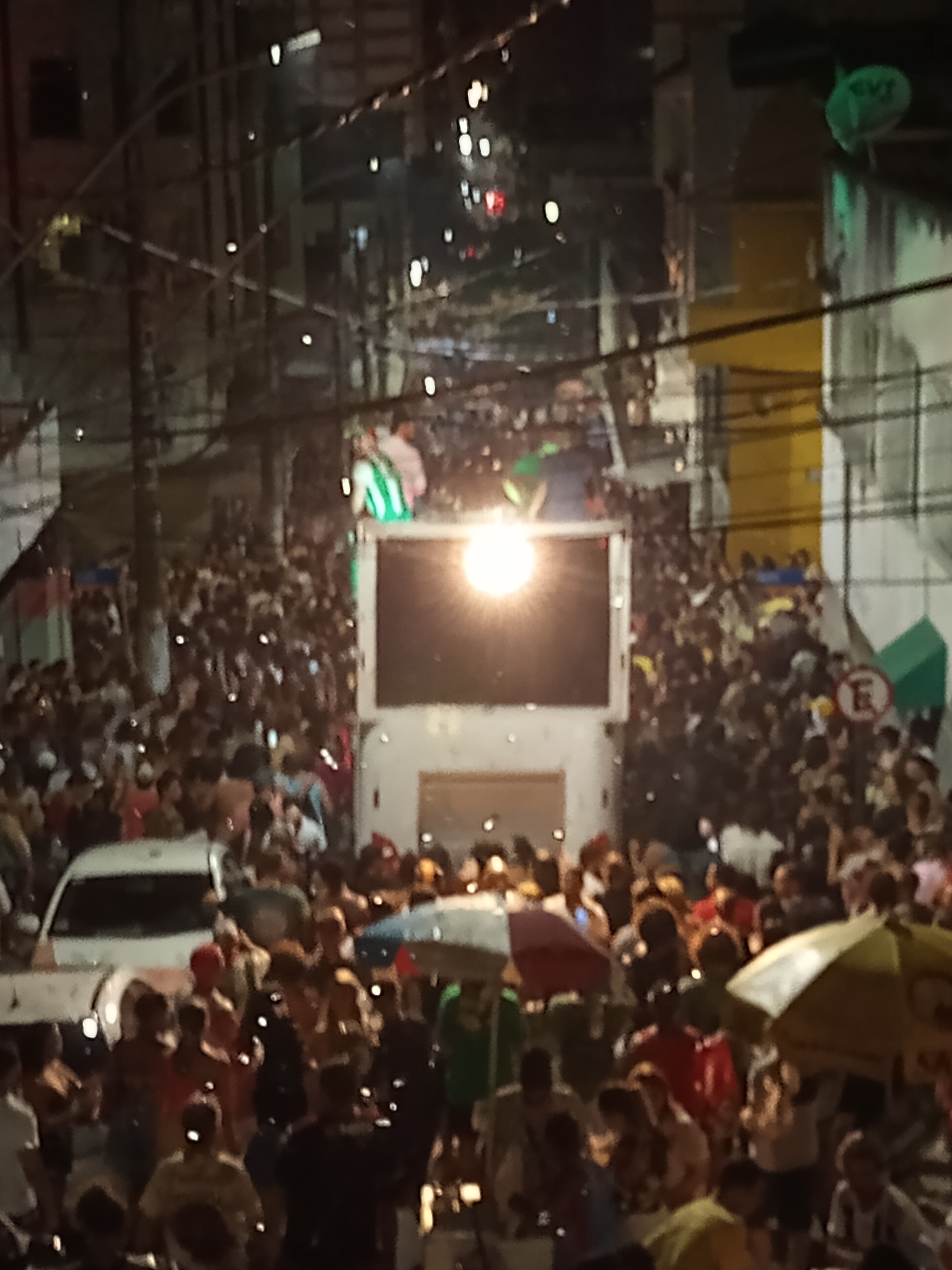
Descida da Piedade realizada em 2022 (Foto de Rafael Deminicis)

Desde a sua fundação, a Unidos da Piedade realiza um evento que marca seu último ensaio, realizado à noite, na semana anterior ao desfile oficial do ano. Para o evento são convocados todos os componentes da escola, principalmente as passistas, baianas e os membros das alas coreografadas e da bateria. 
No evento, não são usadas as fantasias do desfile, pois o objetivo é somente o de testar o entrosamento dos componentes em movimento pela rua e a última oportunidade da comunidade de decorar o samba do ano. Os componentes e os espectadores se concentram nas proximidades da sede da escola, no Morro da Fonte Grande, depois saem em cortejo pelas ruas Sete de Setembro e Graciano Neves, no Centro Histórico de Vitória, e terminam o cortejo nas proximidades da Rua Maria Saraiva, onde hoje fica o famoso Bar da Zilda. Todos os anos a Descida da Piedade atrai milhares pessoas de todos os cantos do estado, sendo um dos maiores eventos públicos da cidade de Vitória e patrimônio popular capixaba  .

## Segmentos

### Presidentes
| Nome                                       | Mandato       | Ref.        |
| ------------------------------------------ | ------------- | ----------- |
| Sebastião Rômulo do Nascimento ("Rominho") | 1955-1970     |             |
| Oscar Silva                                | 1970-1972     |             |
| Augusto Antonio Saade ("Katuya")           | 1972-1978     |             |
| Hélio Silva                                | 1978-1983     |             |
| Osvaldo Melo                               | 1983-1984     |             |
| Paulo Paiva                                | 1984-1988     |             |
| João Neco                                  | 1988-1992     |             |
| Eduardo Silva Filho                        | 1992-1996     |             |
| Roberto Ferro                              | 1996-1998     |             |
| Mauro Pinto Ribeiro                        | 1999-2003     |             |
| Odilvan Souza Barbosa                      | 2003-2005     |             |
| José Monteiro (Vassoura)                   | 2005-2007     |             |
| Robson Lessa                               | 2007-2013     | [ 5 ]       |
| Edvaldo Teixeira da Silveira               | 2013 - 2018   | [ 6 ] [ 7 ] |
| Valdeir Lopes de Sá                        | 2018-2023     |             |
| Professor Jocelino Júnior                  | 2023-presente |             |

### Diretores
| Ano       | Diretor de Carnaval          | Diretor geral de harmonia | Ref.        |
| --------- | ---------------------------- | ------------------------- | ----------- |
| 2014      | Sílvio Martins               | Sílvio Martins            | [ 5 ]       |
| 2015      |                              |                           |             |
| 2016      |                              |                           |             |
| 2017      | Isaias Santana               | Edevaldo Batista "Mancha" | [ 6 ]       |
| 2018      | Edvaldo Teixeira da Silveira | Edevaldo Batista "Mancha" | [ 8 ] [ 7 ] |
| 2019-2023 |                              |                           |             |
| 2023-2026 |                              |                           |             |

### Carnavalescos
| Carnavais | Carnavalescos(as) | Ref   |
| --------- | ----------------- | ----- |
| 2024      | Wagner Gonçalves  |       |
| 2025      | Vitor Vasale      | [ 9 ] |
| 2026      | Vanderson César   |       |

### Comissão de Frente
| Carnavais | Coreógrafos(as) | Ref |
| --------- | --------------- | --- |
| 2024-2025 | George Falcão   |     |
| 2026      | Ricardo Reis    |     |

### Casal de Mestre-sala e Porta-bandeira
| Período       | Nome                              | Ref.          |
| ------------- | --------------------------------- | ------------- |
| 1956-1972     | Aroldo Rufino de Oliveira         | [ 10 ]        |
| 2014          | Luzimar e Gessya                  | [ 11 ]        |
| 2015          | Diego Falcão e Jaqueline Gomes    | [ 12 ] [ 13 ] |
| 2016          | Jocelino Júnior e Priscyla Pirola |               |
| 2017 - 2018   | Tatu Sorriso e Alana              | [ 6 ] [ 8 ]   |
| 2019          | Weskley Blank e Alana             |               |
| 2020 - 2022   | Luzimar Siqueira e Laily Rosado   |               |
| 2023          | Weskley Blank e Andressa Cadete   |               |
| 2023-presente | Vinicius Costa e Júlia Mariano    |               |

### Bateria
A bateria da Unidos da Piedade é conhecida como "Ritmo Forte"

### Mestres
| Carnavais | Mestres                   |
| --------- | ------------------------- |
| 2014-2015 | X-Tudo                    |
| 2016-2018 | Sapo                      |
| 2019-2023 | Tereu                     |
| 2023-2024 | Tereu e Juninho da Puxeta |
| 2025      | Tereu                     |

### Corte da Bateria
| Período     | Rainha          | Madrinha            | Rei              |
| ----------- | --------------- | ------------------- | ---------------- |
| 2014        | Danieli Guisolf | -                   | -                |
| 2015 - 2016 | Elaine Nunes    | -                   | -                |
| 2017        | Myrella Fróes   | Rose Oliveira       | -                |
| 2018 - 2021 | Rose Oliveira   | -                   | -                |
| 2022        | Rose Oliveira   | -                   | Danilo Marombado |
| 2023        | Rose Oliveira   | -                   | -                |
| 2024        | Nathy Messias   | Michelly Nascimento | -                |
| 2025        | Nathy Messias   | -                   | -                |

### Intérpretes
| Período    | Nome                                      |
| ---------- | ----------------------------------------- |
| 1984-2009  | Edson Papo Furado                         |
| 2010       | Sérgio Índio e Edson Papo Furado          |
| 2011-2014  | Marquinho Gente Bamba e Edson Papo Furado |
| 2015-2017  | Marquinho Gente Bamba                     |
| 2018       | Kleber Simpatia                           |
| 2019-2020  | Danilo Cezar                              |
| 2022-2023  | Thiago Brito                              |
| 2024-atual | Luiz Felipe e Kleber Simpatia             |

## Carnavais
| Ano | Colocação | Grupo | Enredo | Carnavalesco | Intérprete | Ref.          |
| --- | --- | --- | --- | --- | --- | ------------- |
| 1957 | Campeã | Grupo Especial | Exaltação à Bahia Compositor: Mário Ramos ("Mário Reboco") | | Edson papo Furado | [ 14 ] [ 15 ] |
| 1958 | Campeã | Grupo Especial | Descobrimento do Brasil Compositor: Mário Ramos ("Mário Reboco") | | Edson papo Furado | [ 15 ]        |
| 1959 | X | Grupo Especial | X | | |               |
| 1960 | Campeã | Grupo Especial | Lendas gregas, história de Netuno Compositor: Edimilson N. ("Edimilson Caroço") | | Edson papo Furado | [ 15 ]        |
| 1961 | Campeã | Grupo Especial | Homenagem à Bahia Compositores: Aloízio Abreu ("Aloízio Paru") e Devanine | | Edson papo Furado | [ 15 ]        |
| 1962 | Campeã | Grupo Especial | Jorge Amado Compositor: Walter Gomes ("Waltinho") | | Edson papo Furado | [ 15 ]        |
| 1963 | Campeã | Grupo Especial | Um século de carnaval Compositor: Walter Gomes ("Waltinho") | | Edson papo Furado | [ 15 ]        |
| 1964 | X | Grupo Especial | X | | |               |
| 1965 | Campeã | Grupo Especial | Imigração para o Brasil Compositor: Walter Gomes ("Waltinho") | | Edson papo Furado | [ 15 ]        |
| 1966 | X | Grupo Especial | X | | Edson papo Furado |               |
| 1967 | Este ano a Piedade não desfilou por falta de recursos                                                                  | Este ano a Piedade não desfilou por falta de recursos                                                                  | Este ano a Piedade não desfilou por falta de recursos | Este ano a Piedade não desfilou por falta de recursos                                                                  | Este ano a Piedade não desfilou por falta de recursos                                                                  |               |
| 1968 | X | Grupo Especial | X | | |               |
| 1969 | X | Grupo Especial | X | | |               |
| 1970 | X | Grupo Especial | X | | |               |
| 1971 | X | Grupo Especial | X | | |               |
| 1972 | X | Grupo Especial | X | | |               |
| 1973 | Campeã | Grupo Especial | Canto os encantos do Espírito Santo Compositor: Walter Gomes ("Waltinho") | | Edson papo Furado | [ 15 ]        |
| 1974 | Campeã | Grupo Especial | Viagem através dos tempos. Um século de carnaval Compositor: Antônio Moura ("Passo Triste") | | Edson papo Furado | [ 15 ]        |
| 1975 | Campeã | Grupo Especial | Brasil, meu Brasil brasileiro Compositor: José Curuba | | Edson papo Furado | [ 15 ]        |
| 1976 | Campeã | Grupo Especial | Exaltação a Jorge Amado Compositor: Walter Gomes ("Waltinho") | | Edson papo Furado | [ 15 ]        |
| 1977 | Campeã | Grupo Especial | Brasil de todas as raças Compositor: José Curuba | | Edson papo Furado | [ 15 ]        |
| 1978 | X | Especial | X | | |               |
| 1979 | Campeã | Grupo Especial | O Mundo Encantado da Criança Compositor: Walter Gomes ("Waltinho") | | Edson papo Furado | [ 15 ]        |
| 1980 | X | Grupo Especial | X | | Edson papo Furado |               |
| 1981 | X | Grupo Especial | X | | Edson papo Furado |               |
| 1982 | 4º lugar | Grupo Especial | Rio, Berço do Samba Compositores: Ailton Canário e João Neco | | Edson Papo Furado | [ 16 ]        |
| 1983 | X | Grupo Especial | X | | Edson papo Furado |               |
| 1984 | 8º lugar | Grupo Especial | Rainha Negra do Tijuco Compositor: Valter Gomes Ferreira | | Edson Papo Furado | [ 17 ]        |
| 1985 | Vice-campeã | Grupo Especial | Castelo Mendonça. Alegria… alegria… de sempre Compositores: Manoel de Souza Júnior e Edmílson (Caroço) | | Edson Papo Furado | [ 18 ]        |
| 1986 | Campeã | Grupo Especial | Sua Majestade, o Café Compositores: Manoel S. e Edimilson N. ("Edimilson Caroço") | | Edson Papo Furado | [ 19 ]        |
| 1987 | Vice-campeã | Grupo Especial | Nossas matas, nossas fontes, nosso samba Compositores: Abel Nascimento (Chororoca), Edilson Quintiliano (Mosquito) e Clemildo Rocha Dias (Clay)                                                                                                   | | Edson Papo Furado | [ 20 ] [ 21 ] |
| 1988 | 4º lugar | Grupo Especial | Do Guarani as Bachianas Compositores: Cley e Mosquito | | Edson Papo Furado | [ 22 ]        |
| 1989 | 4º lugar | Grupo Especial | A Vale Valeu Compositores: Souza e Caroço | | Edson Papo Furado | [ 23 ]        |
| 1990 | 5º lugar | Grupo Especial | Cânticos Brasileiros Compositores: Tonico do Cavaco, Augusto Cláudio, Matuzalém e Neném | | Edson Papo Furado | [ 24 ]        |
| 1991 | Vice-campeã | Grupo Especial | Dessas origens sou rei sim senhor Compositores: Souza, Caroço e Edson Papo Furado | | Edson Papo Furado | [ 20 ]        |
| 1992 | 3º lugar | Grupo Especial | A Magia das Águas | | Edson Papo Furado | [ 20 ] [ 25 ] |
| Entre 1993 e 1997 não houve desfiles                                                                                   | Entre 1993 e 1997 não houve desfiles                                                                                   | Entre 1993 e 1997 não houve desfiles                                                                                   | Entre 1993 e 1997 não houve desfiles | Entre 1993 e 1997 não houve desfiles                                                                                   | Entre 1993 e 1997 não houve desfiles                                                                                   | [ 20 ]        |
| 1998 | Desfile não competitivo                                                                                                | Grupo Especial | Britz Bar - Ai que Saudade Que Me Dá! Compositores: Souza, Caroço, Luca e Francisco Velasco | | Edson Papo Furado | [ 26 ]        |
| 1999 | Desfile não competitivo                                                                                                | Grupo Especial | Maurício de Oliveira, Uma Vida Dedilhada ao Violão Compositores: Lourival das Neves e Patuska | | Edson Papo Furado | [ 27 ]        |
| 2000 | Desfile não competitivo                                                                                                | Grupo Especial | Espírito Santo - O Paraíso é Aqui e Hoje Tem Festa no Céu Compositores: Aloísio Abreu, Arildo da Piedade, Maneco e Marquinho Gente Bamba | | Edson Papo Furado | [ 28 ]        |
| 2001 | Desfile não competitivo                                                                                                | Grupo Especial | Apocalipse - O Despertar de Uma Nova Era Compositores: Arildo da Piedade, Costa Pereira, Maneco e Marquinho Gente Bamba | | Edson Papo Furado | [ 29 ]        |
| 2002 | 4º lugar | Grupo Especial | Uma Odisséia no Asfalto. Piedade, Berço do Samba, Escola de Bamba Compositores: Arildo da Piedade, Maneco, Marquinho Gente Bamba e Paulo Paiva | | Edson Papo Furado | [ 30 ]        |
| 2003 | 3º lugar | Grupo Especial | Vitória, Minha Vitória - História, Cidadania, Simpatia e muito amor Compositores: Francisco Velasco e Manoel de Souza | | Edson papo Furado | [ 31 ]        |
| 2004 | 5º lugar | Grupo Especial | Uma viagem turística - Um Voo entre o mar e as montanhas Compositores: Francisco Velasco e Manoel de Souza | | Edson papo Furado | [ 32 ]        |
| 2005 | 5º lugar | Grupo Especial | Sou terra, fogo, água e ar. 50 anos de história... Sou Piedade, Sou Estrela, vou brilhar Compositores: Francisco Velasco | | Edson papo Furado | [ 33 ]        |
| 2006 | 7º lugar | Grupo Especial | Nos braços da Piedade, Colatina, a terra do sol poente conta a saga do seu povo no Vale do Rio Doce Compositores: Lourival das Neves, Betinho Capoeira, Arildo do Cavaco, Marquinho Gente Bamba, Maneco, Manoel de Souza, Choroca e Aroldo Rufino | | Edson papo Furado | [ 34 ]        |
| 2007 | 3º lugar | Acesso | Piedade canta os 100 anos do Porto de Vitória. Um século de lutas e tradições Compositores: Betinho Capoeira, Arildo do Cavaco, Ricardo, Maneco e Xoroca                                                                                          | | Edson papo Furado | [ 35 ]        |
| 2008 | 6º lugar | Acesso | Os trabalhadores pedem passagem. A Piedade se encanta e canta o jubileu de prata da CUT Compositores: Christiane Labanca, Sérgio Ricardo, Marquinho Gente Bamba, Manoel de Souza e Rita de Cássia                                                 | Alex Santiago | Edson Papo Furado | [ 36 ]        |
| 2009 | 4º lugar | Grupo Especial | Sete de Setembro - histórias e memórias da rua que virou samba Compositores:Leley do Cavaco e Renilson Rodrigues | Alex Santiago | Edson Papo Furado | [ 37 ]        |
| 2010 | 8º lugar | Grupo Especial | Das margens do Maraú e Andirá os Mauês celebram a energia do Wara-ná Compositores:Lourival das Neves, Sérgio Índio, Lorran e Lauro. | Bráulio Malheiro | Sérgio Índio e Edson Papo Furado                                                                                       | [ 38 ]        |
| 2011 | 3º lugar | Grupo Especial | Senhoras e Senhores, Bom Espetáculo! Compositores: Lourival das Neves, Kell do Cavaco e Lauro | | Marquinho Gente Bamba e Edson Papo Furado                                                                              | [ 39 ]        |
| 2012 | 3º lugar | Grupo Especial | Piedade, um ato de amor na vida de tantas Marias... Guerreiras ou Anjos de Luz?! Compositores:Leley do Cavaco, Renilson Rodrigues e Gustavo Fernando.                                                                                             | Paulo Balbino | Marquinho Gente Bamba e Edson Papo Furado                                                                              | [ 40 ]        |
| 2013 | 5º lugar | Grupo Especial | Anauê, Anauê, guanambi amanajé nas terras abençoadas do Espírito Santo Compositores: Leley do Cavaco, Renilson Rodrigues e Gustavo Fernando | Paulo Balbino | Marquinho Gente Bamba e Edson Papo Furado                                                                              | [ 41 ] [ 42 ] |
| 2014 | 3º lugar | Grupo Especial | Do agreste do sertão de Gonzaga e Lampião - Pernambuco - Histórias de luta, do frevo e do São João Compositores: Lourival das Neves, Lucianinho do Cavaco, Sérgio Indio e Gibson Muniz                                                            | Paulo Balbino | Marquinho Gente Bamba e Edson Papo Furado                                                                              | [ 43 ] [ 44 ] |
| 2015 | 4º lugar | Grupo Especial | Piedade 60 anos. Uma odisseia carnavalesca de conquistas Compositores: Sousa, Marquinho Gente Bamba, Lorival das Neves, Sergio Índio, Lucianinho do cavaco, Betinho Capoeira, Costa pereira, Welton Zangrande, Gibson Muniz e Isaías Santana      | Alex Santiago | Marquinho Gente Bamba                                                                                                  | [ 45 ] [ 13 ] |
| 2016 | 4º lugar | Grupo Especial | Vamos ao Mercado? Compositores: Souza, Marquinho Gente Bamba, Lourival das Neves, Gibson Muniz, Costa Pereira, Sérgio Índio e Lucianinho | Orlando Junior | Marquinho Gente Bamba                                                                                                  | [ 46 ]        |
| 2017 | 3º lugar | Grupo Especial | No mundo e na vida, de cara pintada com a Piedade na avenida Compositores: Lourival das Neves, Jefinho Rodrigues, Marquinhos Gente Bamba, Gibson Muniz, Lucianinho do Cavaco, Maneco, Sergio Índio e Co                                           | Paulo Balbino | Marquinho Gente Bamba                                                                                                  | [ 6 ]         |
| 2018 | 3º lugar | Grupo Especial | Pra não dizer que não falei das flores Compositores: Roberth Melodia, Leandro Bonaza, Léo Soares, R. Lira, Cassius Macaé, Alan Rabelo, Shazan, Victor Alves, Fernando Brito, Diego do Carmo e Kléber Simpatia                                     | Paulo Balbino | Kleber Simpatia | [ 8 ] [ 7 ]   |
| 2019 | 5º lugar | Grupo Especial | Felis Catus, Sagrados e Mal Ditos Compositores: Alan Rabelo, Djalma Junior, Fernando Brito, Igor Cabral, Leandro Bonaza, Leandro Corrêa, Rafael Mikaiá e Roberth Melodia                                                                          | Paulo Balbino | Danilo Cezar | [ 47 ] [ 48 ] |
| 2020 | 5º lugar | Grupo Especial | Francisco’s Compositores: Robert, Rafael, Thiago, Fernando, Leandro, Lucas, Carlos, Pinho, Daniel, André, Amanda | Paulo Balbino | Danilo Cezar | [ 49 ]        |
| Inicialmente adiados para o mês de julho, os desfiles do Carnaval 2021 foram cancelados devido a pandemia de Covid-19. | Inicialmente adiados para o mês de julho, os desfiles do Carnaval 2021 foram cancelados devido a pandemia de Covid-19. | Inicialmente adiados para o mês de julho, os desfiles do Carnaval 2021 foram cancelados devido a pandemia de Covid-19. | Inicialmente adiados para o mês de julho, os desfiles do Carnaval 2021 foram cancelados devido a pandemia de Covid-19. | Inicialmente adiados para o mês de julho, os desfiles do Carnaval 2021 foram cancelados devido a pandemia de Covid-19. | Inicialmente adiados para o mês de julho, os desfiles do Carnaval 2021 foram cancelados devido a pandemia de Covid-19. | [ 50 ]        |
| 2022 | 6º lugar | Grupo Especial | Da riqueza do café, sua força e majestade | Jorge Caribé | Thiago Brito | [ 51 ]        |
| 2023 | 5° lugar | Grupo Especial | Bino Santo e As Lutas Que Ecoam no Morro | Alex Santiago | Thiago Brito | [ 52 ]        |
| 2024 | 3° lugar | Grupo Especial | Quilombo Piedade | Wagner Golçalves | Luiz Felipe e Kleber Simpatia                                                                                          |               |
| 2025 | 4º lugar | Grupo Especial | Ibeji | Vitor Vasale | Luiz Felipe e Kleber Simpatia                                                                                          |               |
| 2026 | | Grupo Especial | O Canto Livre de Papo Furado | Vanderson César | |               |

## Títulos
| Títulos da Unidos da Piedade | Títulos da Unidos da Piedade | Títulos da Unidos da Piedade | Títulos da Unidos da Piedade                                                          | Títulos da Unidos da Piedade |
| Divisão                      | Divisão                      | Títulos                      | Carnavais                                                                             | Referências                  |
| ---------------------------- | ---------------------------- | ---------------------------- | ------------------------------------------------------------------------------------- | ---------------------------- |
|                              | Primeira Divisão             | 14                           | 1957, 1958, 1960, 1961, 1962, 1963, 1965, 1973, 1974, 1975, 1976, 1977, 1979, e 1986. |                              |